# KV49
Ngôi mộ KV49 nằm trong Thung lũng của các vị Vua, ở Ai Cập là một ngôi mộ điển hình của Vương triều 18. Nó có lẽ đã được sử dụng như một phòng để xác ướp đang phục hồi ở khu vực thời sau Tân Vương quốc.
Ngôi mộ đã bị bỏ rơi trước khi nó được hoàn thành và tất cả công việc xây dựng, trang trí đã bị dừng lại, cầu thang trong phòng C đã bị cắt đứt.

## Tham khảo

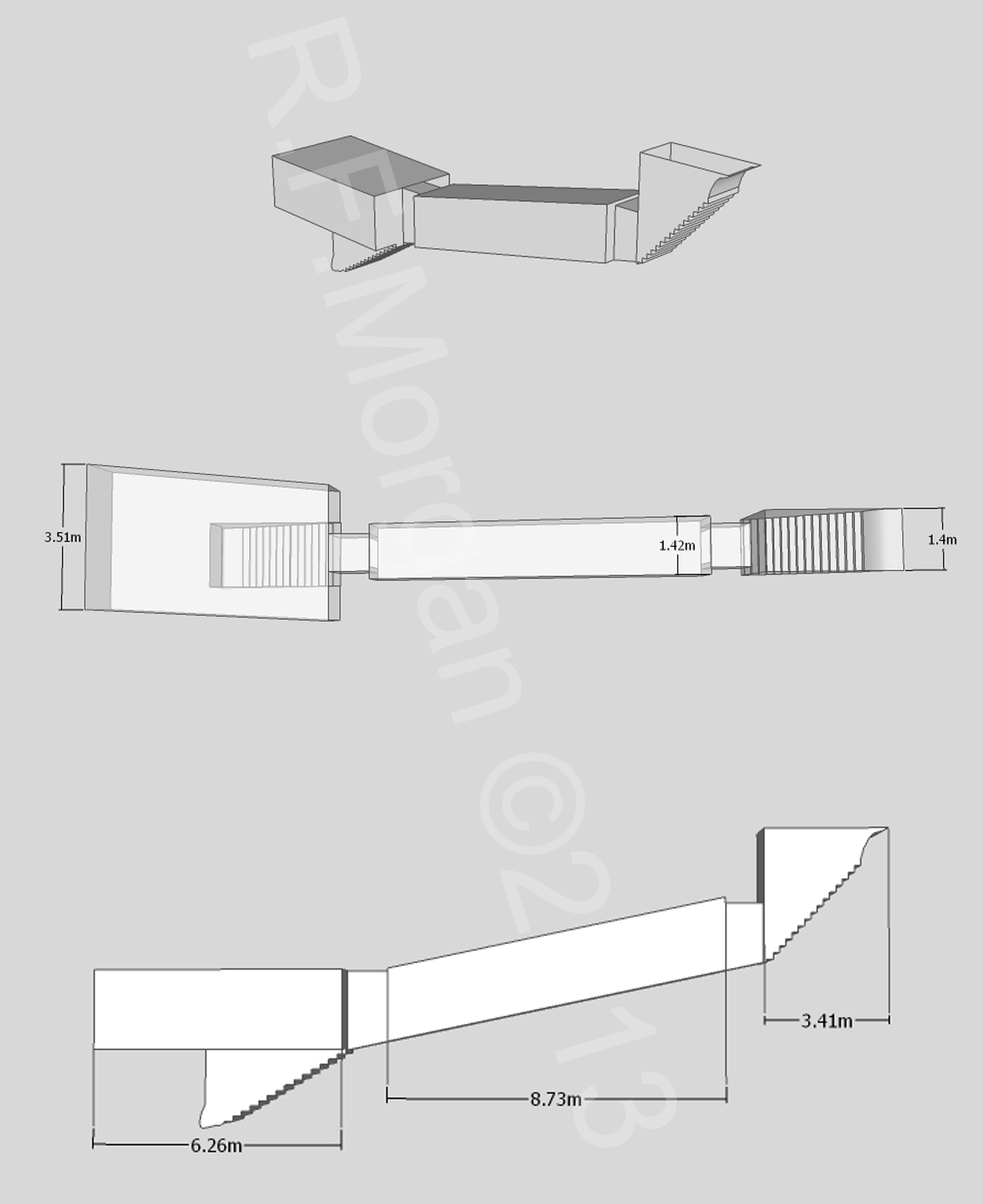
Hình ảnh của KV49 lấy từ một mô hình 3d

## Bản đồ vị trí các ngôi mộ
|  | Chủ đề Ai Cập cổ đại |